# Norodom Arunrasmy
Dans ce nom khmer, le nom de famille, Norodom, précède le nom personnel.
Norodom Arunrasmy, en khmer : នរោត្តម អរុណរស្មី, née le 2 octobre 1955, est une princesse, femme politique et diplomate cambodgienne. Elle est notamment ambassadrice du Cambodge et sénatrice.

## Biographie

### Jeunesse, famille
Norodom Arunrasmy est la plus jeune fille de Norodom Sihanouk, et la belle-fille de la reine mère Norodom Monineath. Sa mère biologique est Mam Manivan Phanivong, la fille d'un dignitaire lao née à Vientiane au Laos, qui a épousé le roi Sihanouk en 1949.
Elle épouse en 1970 le major prince Sisowath Sirirath, avec qui elle a trois enfants: Sisowath Nakia, Sisowath Nando et Sisowath Sirikith Nathalie. Ils divorcent en 1991, puis elle épouse Keo Puth Rasmey, avec qui elle a deux enfants.

### Études, carrière
Norodom Arunrasmy fréquente l'école primaire du Petit Lycée Descartes de Phnom Penh, au Cambodge, et fréquente ensuite l'école secondaire d'un internat catholique appelé Mater Dei dans la province de Kep. 
Dans les années 1980, elle commence sa carrière professionnelle dans le secteur bancaire, travaillant à la Bank of California à Long Beach, puis à la Siam Commercial Bank à New York. Après les accords de paix de Paris, elle devient la directrice adjointe puis la directrice de la Banque agricole cambodgienne de 1992 à 1997. Elle est également membre du Comité de la Croix-Rouge cambodgienne et membre de l'Association des femmes de l'ASEAN (ASEAN Ladies Circle). Elle est choisie comme candidate du parti Funcinpec pour les élections législatives cambodgiennes de 2008. 
Elle est ensuite ambassadrice du Cambodge en Malaisie de 2005 à 2018 avant d'être nommée au Sénat par le roi Norodom Sihamoni.
Elle parle couramment le khmer, le lao, le thaï, le français et l'anglais.

### Titres officiels et récompenses
Le 21 février 1994, le roi Norodom Sihanouk l'élève au rang de Preah Ang Machas Reach Botrei Preah Anoch. Elle est ensuite élevée par le roi Sihanouk au rang de Samdach Reach Botrei Preah Anoch le 31 août 2004. La princesse a reçu de nombreux prix. Elle est entre autres officier de l'ordre royal de Sa Majesté la Reine, Preah Moha Ksatriyani Preah Sisowath Kossamak Nearyrath, Commandeur de l'ordre royal de Monisaraphon.

### Ordres
Nationaux
- Dame Grand Croix de l'ordre royal du Cambodge, 2006.
- Commandeur de l'ordre royal de Monisaraphon, 2004.
- Officier de l'ordre de la Reine Kusuma Niariratna Sri Vadhana, 1993.

Étranger
- Commandeur de l'ordre de la Légion d'honneur, France, 1996.